# Antoine de Beauquesne (1766-1838)
Antoine de Beauquesne (1766-1838) dit Comte de Beauquesne de Marmont est un homme politique français, député du département de Tarn-et-Garonne de 1827 à 1830.

## Origines
Luc Antoine Henri de Beauquesne est né à Auvillar (Tarn-et-Garonne) le 18 octobre 1766. Il est le fils d'Antoine de Beauquesne (1724-1811), capitoul de Toulouse et de Marie Denise de Latapie de Prades de Gerval.

## Vie politique
Propriétaire à Asques (Tarn-et-Garonne), conseiller général et maire de la commune de Merles, il est président du collège électoral de Moissac qui l'élit député du 2e arrondissement de Tarn-et-Garonne le 17 novembre 1827, il siège à droite. Il est réélu le 23 juin 1830, par le même collège, avec 211 voix sur 408 votants et 485 inscrits contre 196 données au baron de Férussac,.
Il quitte la vie parlementaire après la révolution de Juillet et meurt à Asques le 5 février 1838.

## Descendance
Le 11 janvier 1805, il épouse à Asques (Tarn-et-Garonne) Anne Françoise Rose Rouvairolis Rigaud de Villedieu. De cette union, naîtront cinq enfants : un enfant mort jeune, Henri, Charles, Zénaïs et une fille sans alliance ni postérité).
- Antoine de Beauquesne (1766-1838) x Anne Françoise Rose Rouvairolis Rigaud de Villedieu
  - Antoine Joseph Henri Gustave de Beauquesne dit Henri Gustave, baron de Beauquesne (né à Asques (Tarn-et-Garonne) le 12 janvier 1807, mort à Merles le 29 janvier 1889) épouse à Puylaurens le 26 novembre 1832 Louise Théonie de Peytes de Montcabrier
    - Antoine Alexandre Henri de Beauquesne (né à Puylaurens le 30 septembre 1833, mort à Amiens le 15 janvier 1909), ancien élève de l'École polytechnique (promotion 1852), officier d'artillerie, chevalier de l'ordre national de la Légion d'honneur le 3 mai 1863[4], président du groupe départemental de la société des agriculteurs de France épouse à Ville le 26 novembre 1866 Marie Clémence Cécile Claire Sézille de Biarre
      - Louise Henriette Claire Marie de Beauquesne (née à Metz le 12 août 1867, morte à Avignon le 18 juin 1921) épouse à Toulouse le 28 juin 1893 Marie Jean François Octave de Villeméjane → descendance

    - Antoinette Marie Rose Gabrielle de Beauquesne (née au château d'Asques (Tarn-et-Garonne) le 17 juin 1835, morte à Montauban le 16 janvier 1900 épouse à Merles le 8 novembre 1864 Henry Antoine Mimerel (1823-1912)
      - Antoinette Élisabeth Germaine Mimerel (née à Courbevoie le 25 février 1869, morte à Ville le 15 juin 1948) épouse le 27 décembre 1893 Léon Auguste Joseph Grégoire (1861-1933) → descendance

  - Antoine Charles Henri Eugène de Beauquesne (né à Asques (Tarn-et-Garonne) le 31 janvier 1810, mort à Solomiac le 31 mars 1892) épouse à Homps le 25 juin 1839 Louise Jeanne Martine Émilie de Lamaistre → descendance
    - Antoine Henry Marcelin Gustave de Beauquesne (né à Asques (Tarn-et-Garonne) le 17 mars 1842, mort à Pau le 24 mai 1924), colonel, officier de l'ordre national de la Légion d'honneur le 4 décembre 1883[5] épouse à Pau le 8 octobre 1885 Eugénie Madeleine Fanny Dorah de Nays Candau
      - Antoinette Marie Louise, dite « Lili » de Beauquesne épouse à Pau le 9 octobre 1910 Pierre Bouvery → descendance

  - Charlotte Clémence Henriette Zénaïs de Beauquesne (née à Asques (Tarn-et-Garonne) le 20 avril 1811) épouse à Merles le 30 mai 1827 le comte Denis Robert O'Kelly (né à Merles le 27 mai 1796, lieutenant d'infanterie, mort à Merles le 25 février 1874) → descendance

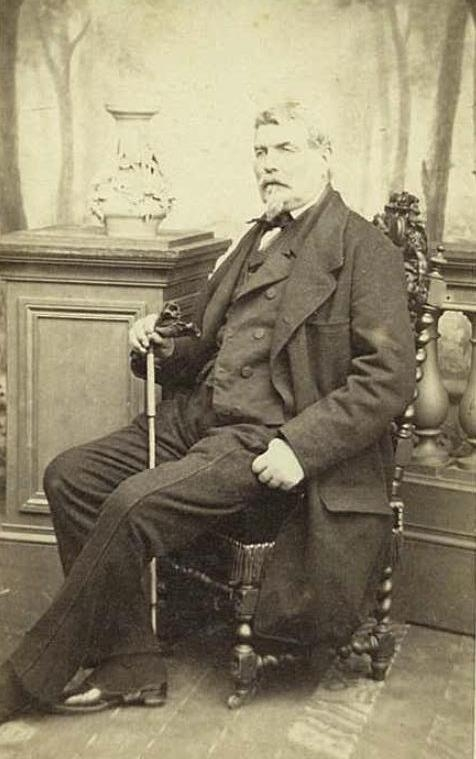
Henri Gustave, baron de Beauquesne
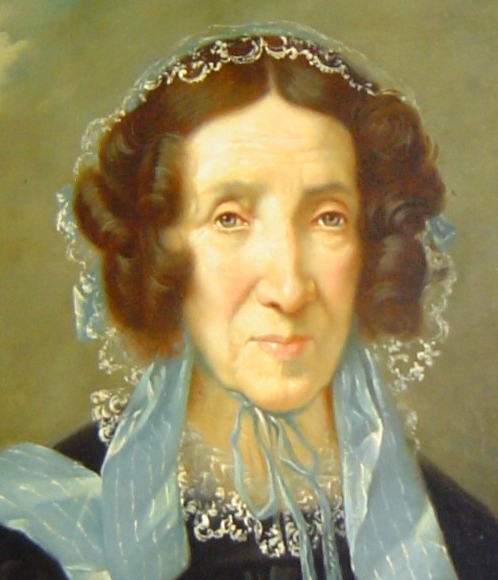
Louise Théonie de Peytes de Montcabrier sa femme
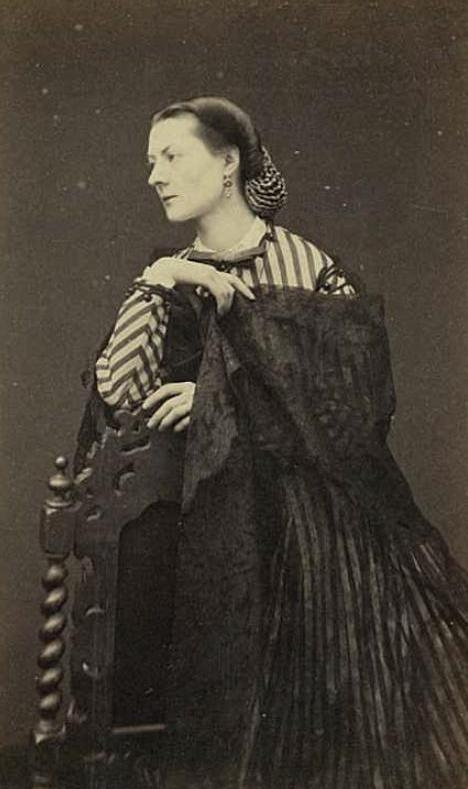
Gabrielle de Beauquesne, leur fille

## Pour approfondir